# Cotransportador
Los cotransportadores son una subcategoría de proteínas de transporte de membrana (transportadores) que acoplan el movimiento favorable de una molécula con su gradiente de concentración y el movimiento desfavorable de otra molécula contra su gradiente de concentración. Permiten el cotransporte (transporte activo secundario) e incluyen antiportadores y simportadores. En general, los cotransportadores consisten en dos de las tres clases de proteínas integrales de membrana conocidas como transportadores que mueven las moléculas y los iones a través de biomembranas. Los uniportadores también son transportadores, pero mueven solo un tipo de molécula a favor de su gradiente de concentración y no se clasifican como cotransportadores.

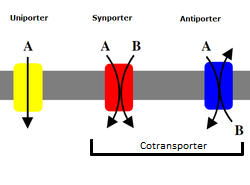
Diferencia básica entre los cotransportadores conocidos como antiportadores y simportadores, y el transportador uniportador.

## Características
Los cotransportadores son capaces de mover solutos hacia arriba o hacia abajo en gradientes a velocidades de 1000 a 100 000 moléculas por segundo. Pueden actuar como canales o transportadores, según las condiciones en las que se analicen. El movimiento ocurre al unirse a dos moléculas o iones a la vez y usar el gradiente de concentración de un soluto para forzar a la otra molécula o ion contra su gradiente. Algunos estudios muestran que los cotransportadores pueden funcionar como canales iónicos, contradiciendo los modelos clásicos. Por ejemplo, el transportador de trigo HKT1 muestra dos modos de transporte por la misma proteína.
Los cotransportadores se pueden clasificar en antiportadores y simportadores. Ambos usan potencial eléctrico y/o gradientes químicos para mover protones y iones en contra de su gradiente de concentración. En las plantas, el protón se considera una sustancia secundaria y la alta concentración de protones en el apoplasto impulsa el movimiento hacia el interior de ciertos iones mediante simportadores. Un gradiente de protones mueve los iones hacia la vacuola mediante un antiportador protón-sodio o el antiportador protón-calcio. En las plantas, el transporte de sacarosa se distribuye por toda la planta mediante la bomba de protones, donde la bomba crea un gradiente de protones, de modo que hay muchos más en un lado de la membrana que en el otro. A medida que los protones se difunden de regreso a través de la membrana, la energía libre liberada por esta difusión se utiliza para cotransportar sacarosa. En los mamíferos, la glucosa se transporta a través de transportadores de glucosa dependientes del sodio, que emplean energía en este proceso. Aquí, dado que tanto la glucosa como el sodio se transportan en la misma dirección a través de la membrana, se clasificarían como simportadores.

## Historia

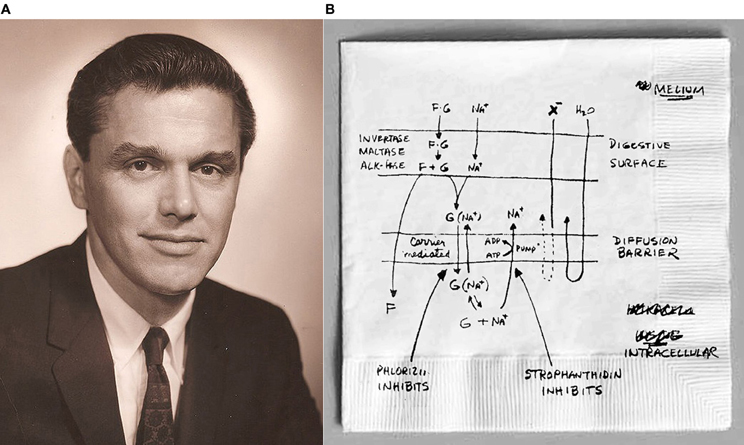
Robert K. Crane y su boceto del cotransporte acoplado en la reunión internacional sobre transporte y metabolismo de membranas. (1960).

El sistema transportador de glucosa fue planteado por primera vez por Robert K. Crane en 1960. Su experiencia en las áreas de bioquímica de glucosa-6-fosfato, fijación de dióxido de carbono, estudios de hexocinasa y fosfato lo llevaron a plantear la hipótesis del cotransporte de glucosa junto con sodio a través del intestino. Sus estudios fueron confirmados por otros grupos y ahora se utilizan como modelo clásico para comprender los cotransportadores.

## Mecanismo
Tanto los antiportadores como los simportadores transportan dos o más tipos diferentes de moléculas al mismo tiempo en un movimiento acoplado. Un movimiento energéticamente desfavorable de una molécula se combina con un movimiento energéticamente favorable de otra(s) molécula(s) o ion(es) para proporcionar la potencia necesaria para el transporte. Este tipo de transporte se conoce como transporte activo secundario y está impulsado por la energía derivada del gradiente de concentración de los iones/moléculas a través de la membrana en la que está integrada la proteína cotransportadora.
Los cotransportadores experimentan un ciclo de cambios conformacionales al vincular el movimiento de un ion con su gradiente de concentración (movimiento cuesta abajo) con el movimiento de un soluto cotransportado contra su gradiente de concentración (movimiento cuesta arriba). En una conformación, la proteína tendrá el sitio de unión (o sitios en el caso de los simportadores) expuesto a un lado de la membrana. Tras la unión tanto de la molécula que se va a transportar cuesta arriba como de la molécula que se va a transportar cuesta abajo, se producirá un cambio conformacional. Este cambio conformacional expondrá los sustratos unidos al lado opuesto de la membrana, donde los sustratos se disociarán. Tanto la molécula como el catión deben estar unidos para que ocurra el cambio conformacional. Este mecanismo fue introducido por primera vez por Oleg Jardetzky en 1966. Este ciclo de cambios conformacionales solo transporta un ion de sustrato a la vez, lo que da como resultado una velocidad de transporte bastante lenta (100 a 104 iones o moléculas por segundo) en comparación con otras proteínas de transporte como los canales iónicos. La velocidad a la que ocurre este ciclo de cambios conformacionales se denomina tasa de rotación (TOR) y se expresa como el número promedio de ciclos completos por segundo realizados por una sola molécula cotransportadora.

## Tipos

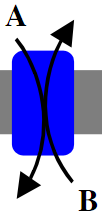
antiportador

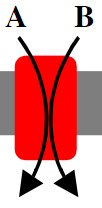
simportador

### Antiportadores
Los antiportadores usan el mecanismo de cotransporte (acoplar el movimiento de un ion o molécula hacia abajo de su gradiente de concentración con el transporte de otro ion o molécula hacia arriba de su gradiente de concentración), para mover los iones y la molécula en direcciones opuestas. En esta situación, uno de los iones se moverá del espacio exoplasmático al espacio citoplasmático mientras que el otro ion se moverá del espacio citoplasmático al espacio exoplasmático. Un ejemplo de un antiportador es el intercambiador de sodio-calcio. El intercambiador de sodio-calcio funciona para eliminar el exceso de calcio del espacio citoplasmático hacia el espacio exoplasmático en contra de su gradiente de concentración al acoplar su transporte con el transporte de sodio desde el espacio exoplasmático a favor de su gradiente de concentración (establecido por el transporte activo de sodio fuera de la célula por la bomba de sodio-potasio) en el espacio citoplasmático. El intercambiador de sodio-calcio intercambia 3 iones de sodio por 1 ion de calcio y representa un antiportador de cationes.
Las células también contienen antiportadores de aniones como la proteína transportadora de aniones Band 3 (o AE1). Este cotransportador es una proteína integral importante en los eritrocitos de mamíferos y mueve el ion cloruro y el ion bicarbonato en una proporción de uno a uno a través de la membrana plasmática, basándose únicamente en el gradiente de concentración de los dos iones. El antiportador AE1 es esencial en la eliminación de los desechos de dióxido de carbono que se convierten en bicarbonato dentro del eritrocito.

### Simportadores
A diferencia de los antiportadores, los simportadores mueven iones o moléculas en la misma dirección. En este caso, ambos iones que se transportan se moverán desde el espacio exoplasmático al espacio citoplasmático o desde el espacio citoplasmático al espacio exoplasmático. Un ejemplo de un simportador es el transportador ligado a sodio-glucosa o SGLT que funciona para acoplar el transporte de sodio en el espacio exoplasmático a favor de su gradiente de concentración (nuevamente establecido por el transporte activo de sodio fuera de la célula por la bomba sodio-potasio) al transporte de glucosa también del espacio exoplasmático para introducirla al espacio citoplasmático en contra de su gradiente de concentración. El SGLT acopla el movimiento de 1 molécula de glucosa con el movimiento de 2 iones de sodio o bien simportador Glu/2Na+.

### Ejemplos de cotransportadores
Cotransportador Na+/glucosa (SGLT1): también conocido como cotransportador de sodio-glucosa 1 y está codificado por el gen SLC5A1. SGLT1 es un transportador electrogénico, ya que el gradiente electroquímico de sodio impulsa la glucosa cuesta arriba hacia el interior de las células. SGLT1 es un cotransportador de Na+/glucosa de alta afinidad que tiene un papel importante en la transferencia de azúcar a través de las células epiteliales de los túbulos proximales renales y del intestino, en particular el intestino delgado.
Cotransportador Na+/fosfato (NaPi): los cotransportadores de sodio-fosfato son de las familias de proteínas SLC34 y SLC20. También se encuentran a través de las células epiteliales del túbulo proximal renal y del intestino delgado. Transfiere fosfato inorgánico a las células mediante transporte activo con la ayuda de un gradiente de Na+. Al igual que SGTL1, se clasifican como transportadores electrogénicos. Los NaPi acoplados a 3 iones Na+ y 1 Pi divalente, se clasifican como NaPi IIa y NaPi IIb. Los NaPi que se acoplan con 2 Na+ y 1 Pi divalente se clasifican como NaPi IIc.
Simportador I−/Na+ (NIS): el transportador de yoduro de sodio es un tipo de simportador responsable de transferir el yoduro a la glándula tiroides. El NIS se encuentra principalmente en el epitelio del intestino delgado y en las células foliculares de la glándula tiroides y también en las glándulas mamarias lactantes, salivales, en estómago y en piel. Están ubicados en la membrana basolateral de las células foliculares de la tiroides donde se acoplan 2 iones Na + y 1 ion I- para transferir el yoduro. La actividad de NIS ayuda en el diagnóstico y tratamiento de la enfermedad de la tiroides, incluido el tratamiento altamente exitoso del cáncer de tiroides con yoduro radiactivo después de la tiroidectomía.
Simportador Na-K-2Cl: este cotransportador específico regula el volumen celular al controlar el contenido de agua y electrolitos dentro de la célula. El cotransportador Na-K-2Cl es vital en la secreción de sal en las células del epitelio secretor junto con la reabsorción renal de sal. Existen dos variaciones del simportador Na-K-2Cl y se conocen como NKCC1 y NKCC2. La proteína de cotransporte NKCC1 se encuentra en todo el cuerpo, pero la NKCC2 se encuentra solo en el riñón y elimina el sodio, el potasio y el cloruro que se encuentran en la orina del cuerpo para que pueda ser absorbido por la sangre.
Transportador de GABA (GAT): neurotransmisor Los transportadores de ácido γ-aminobutírico (GABA) son miembros de la familia de transportadores de solutos 6 (SLC6) de transportadores de receptores de neurotransmisores dependientes de sodio y cloruro que se encuentran en la membrana plasmática y regulan la concentración de GABA en la hendidura sináptica. El gen SLC6A1 codifica transportadores GABA. Los transportadores son electrogénicos y acoplan 2 Na+, 1 Cl− y 1 GABA para la translocación hacia el interior.
Simportador K+Cl−: la familia de cotransportadores K+ -Cl− consta de cuatro simportadores específicos conocidos como KCC1, KCC2, KCC3 y KCC4. La isoforma KCC2 es específica del tejido neuronal y las otras tres se pueden encontrar en varios tejidos de todo el cuerpo. Esta familia de cotransportadores controla los niveles de concentración de potasio y cloruro dentro de las células mediante el movimiento combinado de los intercambiadores K+/H+ y Cl−/HCO3− o mediante el movimiento combinado de ambos iones debido a canales activados por concentración. Las cuatro proteínas KCC conocidas se unen para formar dos subfamilias separadas con KCC1 y KCC3 apareándose y KCC2 y KCC4 convirtiéndose en un par para facilitar el movimiento de iones.

## Enfermedades asociadas
Lista de enfermedades relacionadas con los transportadores.
| Transportadores                  | Enfermedades relevantes |
| -------------------------------- | --- |
| 4F2HC, SLC3A2                    | Intolerancia a la proteína lisinúrica |
| ABC-1, ABC1                      | Enfermedad de Tangier |
| ABC7, hABC7                      | Anemia sideroblástica ligada al cromosoma X |
| ABCR                             | Enfermedad de Stargardt, Fundus flavimaculatus |
| AE1, SLC4A1                      | Eliptocitosis hereditaria, ovalocitosis, Anemia hemolítica, esferocitosis, acidosis tubular renal |
| AE2, SLC4A2                      | Diarrea congénita por cloruro |
| AE3, SLC4A3                      | congenital chloroidorrhea |
| ALDR                             | Adrenoleucodistrofia |
| ANK                              | anquilosis (calcificación); artritis acompañado de depósito de minerales, formación de crecimientos óseos y destrucción articular |
| Aralar-like, SLC25A13            | Citrulinemia de inicio en adultos |
| ATBo, SLC1A5, hATBo, ASCT2, AAAT | Neurodegeneración |
| BCMP1, UCP4, SLC25A14            | HHH |
| CFTR                             | Fibrosis quística |
| CTR-1, SLC31A1                   | Enfermedad de Menkes/Wilsons |
| CTR-2, SLC31A2                   | Enfermedad de Menkes/Wilsons, hipofosfatemia ligada al cromosoma X |
| DTD, SLC26A2                     | condrodisplasias/displasia diastrófica |
| EAAT1, SLC1A3, GLAST1            | Neurodegeneración, esclerosis lateral amiotrófica |
| EAAT2, SLC1A2, GLT-1             | Neurodegeneración, aminoaciduria dicarboxílica |
| EAAT3, SLC1A1, EAAC1             | Neurodegeneración |
| EAAT4, SLC1A6                    | Neurodegeneración |
| EAAT5, SLC1A7                    | Neurodegeneración |
| FIC1                             | colestasis intrahepática familiar progresiva |
| FOLT, SLC19A1, RFC1              | Malabsorción de folato/anemia megaloblástica |
| GLUT1, SLC2A1                    | glucosa baja en el SNC que causa convulsiones, síndrome de Fanconi-Bickel, enfermedad por almacenamiento de glucógeno tipo Id, diabetes mellitus no dependiente de insulina, defecto en el transporte de glucosa a través de la barrera hematoencefálica |
| GLUT2, SLC2A2                    | glucosa baja en el SNC que causa convulsiones, síndrome de Fanconi-Bickel, enfermedad por almacenamiento de glucógeno tipo Id, diabetes mellitus no dependiente de insulina (NIDDM)                                                                      |
| GLUT3, SLC2A3                    | glucosa baja en el SNC que causa convulsiones, síndrome de Fanconi-Bickel, enfermedad por almacenamiento de glucógeno tipo Id, diabetes mellitus no dependiente de insulina (NIDDM)                                                                      |
| GLUT4, SLC2A4                    | glucosa baja en el SNC que causa convulsiones, síndrome de Fanconi-Bickel, enfermedad por almacenamiento de glucógeno tipo Id, diabetes mellitus no dependiente de insulina (NIDDM)                                                                      |
| GLUT5, SLC2A5                    | Isolated fructose malabsorción |
| HET                              | anemia, hemocromatosis genética |
| HTT, SLC6A4                      | rasgos relacionados con la ansiedad |
| LAT-2, SLC7A6                    | intolerancia a la proteína lisinúrica |
| LAT-3, SLC7A7                    | intolerancia a la proteína lisinúrica |
| MDR1                             | cánceres humanos |
| MDR2, MDR3                       | colestasis intrahepática familiar |
| MRP1                             | cánceres humanos |
| NBC                              | Síndrome de Down |
| NBC1, SLC4A4                     | acidosis renal tubular |
| NBC3, SLC4A7                     | hipotiroidismo congénito |
| NCCT, SLC12A3, TSC               | Síndrome de Gitelman |
| NHE2, SLC9A2                     | Enfermedad de inclusión de microvellosidades |
| NHE3, SLC9A3/3P                  | Enfermedad de inclusión de microvellosidades |
| NIS, SLC5A5                      | hipotiroidismo congénito |
| NKCC1, SLC12A2                   | Síndrome de Gitelman |
| NKCC2, SLC12A1                   | Síndrome de Bartter |
| NORTR                            | Síndrome de DiGeorge, síndrome velocardiofacial |
| NRAMP2, DCT1, SLC11A2,           | Trastorno por déficit de atención con hiperactividad |
| NTCP2, ISBT, SLC10A2             | malabsorción primaria de ácidos biliares (PBAM) |
| OCTN2, SLC22A5                   | deficiencia sistémica de carnitina (cardiomiopatía progresiva, miopatía esquelética, hipoglucemia, hiperamonemia, sudden infant death syndrome) |
| ORNT1, SLC25A15                  | HHH |
| PMP34, SLC25A17                  | Enfermedad de Graves-Basedow |
| rBAT, SLC3A1, D2                 | cistinuria |
| SATT, SLC1A4, ASCT1              | Neurodegeneración |
| SBC2                             | hipocitraturia |
| SERT                             | varios desórdenes mentales |
| SGLT1, SLC5A1                    | glucosuria renal/malabsorción de glucosa-galactosa |
| SGLT2, SLC5A2                    | glucosuria renal |
| SMVT, SLC5A6                     | rasgos relacionados con la ansiedad, depresión |
| TAP1                             | psoriasis juvenil |
| y+L                              | Type I cystinuria |